# Формула 1 — Гран-прі Європи 1997
Гран-прі Європи 1997 року — сімнадцятий і заключний етап чемпіонату Світу з автоперегонів у класі Формула-1 сезону 1997 року. Пройшов на трасі в Хересі в Іспанії. Змагання відбулися 26 жовтня 1997 року.
Гонка запам'яталася суперництвом між двома претендентами на звання чемпіона Світу Жаком Вільневом і Міхаелем Шумахером, в якому Міхаель намагався вибити Жака з траси, а також абсолютно фантастичними результатами кваліфікації.

## Ситуація перед перегонами
Перед початком гонки два пілоти претендували на звання чемпіона світу. Це був Міхаель Шумахер з 78 очками і Жак Вільнев, в активі якого було 77 очок.

## Кваліфікація
Кваліфікація стала шедевром Ф-1. Відразу три пілоти, які боролися за «поул-позишн», показали абсолютно однаковий результат: 1,21,072. У результаті місця були розподілені відповідно до послідовності, в якій були встановлені результати: Вільнев, Шумахер, Френтцен. При цьому Міхаель Шумахер показав цей найкращий для себе час під жовтими прапорами (аварія Ральфа Шумахера), але покараний не був. Показав четвертий час, Деймон Гілл на Arrows відстав від "поула" всього на 0,058.

## Гонка
На 48-му колі Вільнев, що йшов другим, здійснив атаку на Шумахера, який лідирував. Йому майже вдалося це зробити, коли Міхаель, різко вивернувши кермо в його бік, врізався в нього. Більшість очевидців, в тому числі, судді FIA, погодилися, що таран Міхаеля був навмисним. У результаті зіткнення, проте, більше постраждала машина самого Міхаеля, Вільневу ж вдалося повернутися на трасу і продовжити гонку, хоча його машина отримала пошкодження, які не дозволили йому боротися за перемогу.
Перемогу в Гран-прі завоював Міка Гаккінен, і ця перемога стала першою перемогою Гаккінена в кар'єрі. Друге місце зайняв Девід Култгард, який пропустив Міку вперед за кілька кіл до фінішу по команді з боксів . Третя позиція на подіумі Жака Вільнева дозволила принести Жаку чемпіонський титул. Герхард Бергер, Едді Ірвайн і Гайнц-Гаральд Френтцен замкнули підсумкову шістку.

## Після гонки
Відразу після гонки на дії Міхаеля був поданий протест. Судді FIA прийшли до висновку, що таран на 48-му колі був навмисним. Як покарання Шумахера позбавили другого місця в чемпіонаті і всіх очок, набраних у сезоні-1997. Очки в кубку конструкторів, а також місця, зайняті Міхаелем в гонках і вся його статистика не були порушені.

## Гонка
| Поз. | №  | Пілот                  | Команда           | Кола | Час/Відставання     | Старт | Очки |
| ---- | -- | ---------------------- | ----------------- | ---- | ------------------- | ----- | ---- |
| 1    | 9  | Міка Гаккінен          | Макларен-Мерседес | 69   | 38:58,2             | 5     | 10   |
| 2    | 10 | Девід Култгард         | Макларен-Мерседес | 69   | 1,654               | 6     | 6    |
| 3    | 3  | Жак Вільнев            | Вільямс-Рено      | 69   | 1,803               | 1     | 4    |
| 4    | 8  | Герхард Бергер         | Бенеттон-Рено     | 69   | 1,919               | 8     | 3    |
| 5    | 6  | Едді Ірвайн            | Феррарі           | 69   | 3,789               | 7     | 2    |
| 6    | 4  | Гайнц-Гаральд Френтцен | Вільямс-Рено      | 69   | 4,537               | 3     | 1    |
| 7    | 14 | Олів'є Паніс           | Прост-Мюген-Хонда | 69   | +1:07,145           | 9     |      |
| 8    | 16 | Джонні Герберт         | Заубер-Петронас   | 69   | +1:13,0             | 14    |      |
| 9    | 23 | Ян Магнуссен           | Стюарт-Форд       | 69   | +1:17,487           | 11    |      |
| 10   | 15 | Шінджі Накано          | Прост-Мюген-Хонда | 69   | +1:18,215           | 15    |      |
| 11   | 12 | Джанкарло Фізікелла    | Джордан-Пежо      | 68   | +1 коло             | 17    |      |
| 12   | 19 | Міка Сало              | Тиррелл-Форд      | 68   | +1 коло             | 21    |      |
| 13   | 7  | Жан Алезі              | Бенеттон-Рено     | 68   | +1 коло             | 10    |      |
| 14   | 17 | Норберто Фонтана       | Заубер-Петронас   | 68   | +1 коло             | 18    |      |
| 15   | 21 | Тарсу Маркес           | Мінарді-Гарт      | 68   | +1 коло             | 20    |      |
| 16   | 18 | Йос Ферстаппен         | Тіррелл-Форд      | 68   | +1 коло             | 22    |      |
| 17   | 20 | Укіо Катаяма           | Мінарді-Гарт      | 68   | +1 коло             | 19    |      |
| Схід | 5  | Міхаель Шумахер        | Феррарі           | 47   | Зіткнення           | 2     |      |
| Схід | 1  | Деймон Гілл            | Ерроуз-Ямаха      | 47   | Коробка передач     | 4     |      |
| Схід | 11 | Ральф Шумахер          | Джордан-Пежо      | 44   | Система охолодження | 16    |      |
| Схід | 22 | Рубенс Барікелло       | Стюарт-Форд       | 30   | Коробка передач     | 12    |      |
| Схід | 2  | Педро Дініс            | Ерроуз-Ямаха      | 11   | Виліт               | 13    |      |

- Найкраще коло: Гайнц-Гаральд Френтцен 1хв. 23,135 с.
- Перша перемога: Міка Гаккінен